# Ostertagia lasensis
Ostertagia lasensis är en rundmaskart. Ostertagia lasensis ingår i släktet Ostertagia, och familjen Trichostrongylidae. Arten är reproducerande i Sverige.